# Gomphidia maclachlani
Gomphidia maclachlani – gatunek ważki z rodziny gadziogłówkowatych (Gomphidae).